# Innocent (roman)
Pour les articles homonymes, voir Innocent.
Innocent est un roman policier américain de Harlan Coben écrit en 2005.
Le roman est traduit en français en 2006.

## Résumé
Matt Hunter a purgé une peine de quatre ans de prison à la suite d'une bagarre qui a couté la vie à un de ses agresseurs. Neuf ans plus tard, il mène une vie rangée aux États-Unis dans le New Jersey avec sa femme Olivia qui attend leur premier enfant. Il est conseiller juridique dans un cabinet d'avocats.
Par hasard Olivia lit un jour sur internet, l'annonce d'une jeune fille qui recherche sa mère génitrice pour raison médicale. Quand elle avait seize ans, elle avait accouché sous X et n'avait jamais eu de nouvelle de sa fille. Elle a toujours caché son passé à son mari, même la période où elle était stripteaseuse à Reno.
À la suite du meurtre de sa colocataire, elle avait pris l'dentité de celle ci pour refaire sa vie. Seule Emma Lemay, devenue ensuite sœur Mary Rose, était au courant et elles s'étaient jurées le secret. Sachant que si cela se découvrait, elles seraient en danger toutes les deux.
Sœur Mary Rose est retrouvée morte dans son couvent. Qui peut bien vouloir retrouver sa trace, au point de tenter d'impliquer Matt, inocent, dans une histoire de meurtre ; dans le seul but d'atteindre sa femme. Puis c'est au tour de Max Darrow, qui avait mené l'enquête sur le meurtre et la disparition des deux femmes, d'être retrouvé mort dans sa voiture.
Deux agents du FBI semblent vouloir s'acharner sur la culpabilité de Matt. Pourquoi ? Olivia est persuadée que tout est lié à cette fameuse cassette vidéo qui avait couté la vie à son amie et sur laquelle leur employeur Clyde Rangor filmait les clients des deux stripteaseuses pour les faire chanter.

## Personnages
- Matt Hunter : à sa sortie de prison, son frère célèbre avocat l'a fait entrer dans le cabinet comme conseiller juridique. Il va apprendre à ses dépens qu'aux yeux de la police, un repris de justice reste un repris de justice.

- Olivia Hunter : sa femme, elle va être rattrapée par son passé de stripteaseuse qu'elle avait toujours caché à son mari.
- Loren Muse : inspecteur de police, chargée d'enquêter sur la mort de Sœur Mary Rose.

- Kimmy : c'est une stripteaseuse, c'était la meilleure amie de Candace Potter.

- Emma Lemay : a disparu la nuit du meurtre, la police n'a jamais retrouvé sa trace.

- Max Darrow : ancien policier à la retraite, c'est lui qui a enquêté sur le meurtre de Candace et la disparition de Emma Lemay et de Clyde Rangor.

- Marsha : la belle sœur de Matt, elle est veuve et élève seule ses deux jeunes garçons, avec l'aide d'une étudiante Kyra, qu'elle héberge.

- Adam Yates : FBI, chef des services secrets de tout le Nevada, un des personnages clés du roman (l'autre est listé ci-dessus)

## Adaptations
En 2008, Innocent est paru en livre Audio, produit par les Editions VDB, interpréta par Véronique Groux de Miéri et José Heuzé.
En 2021, une mini-série de 8 épisodes est adaptée du livre, produite par la plateforme Netflix : Innocent.